# روزین امباکام

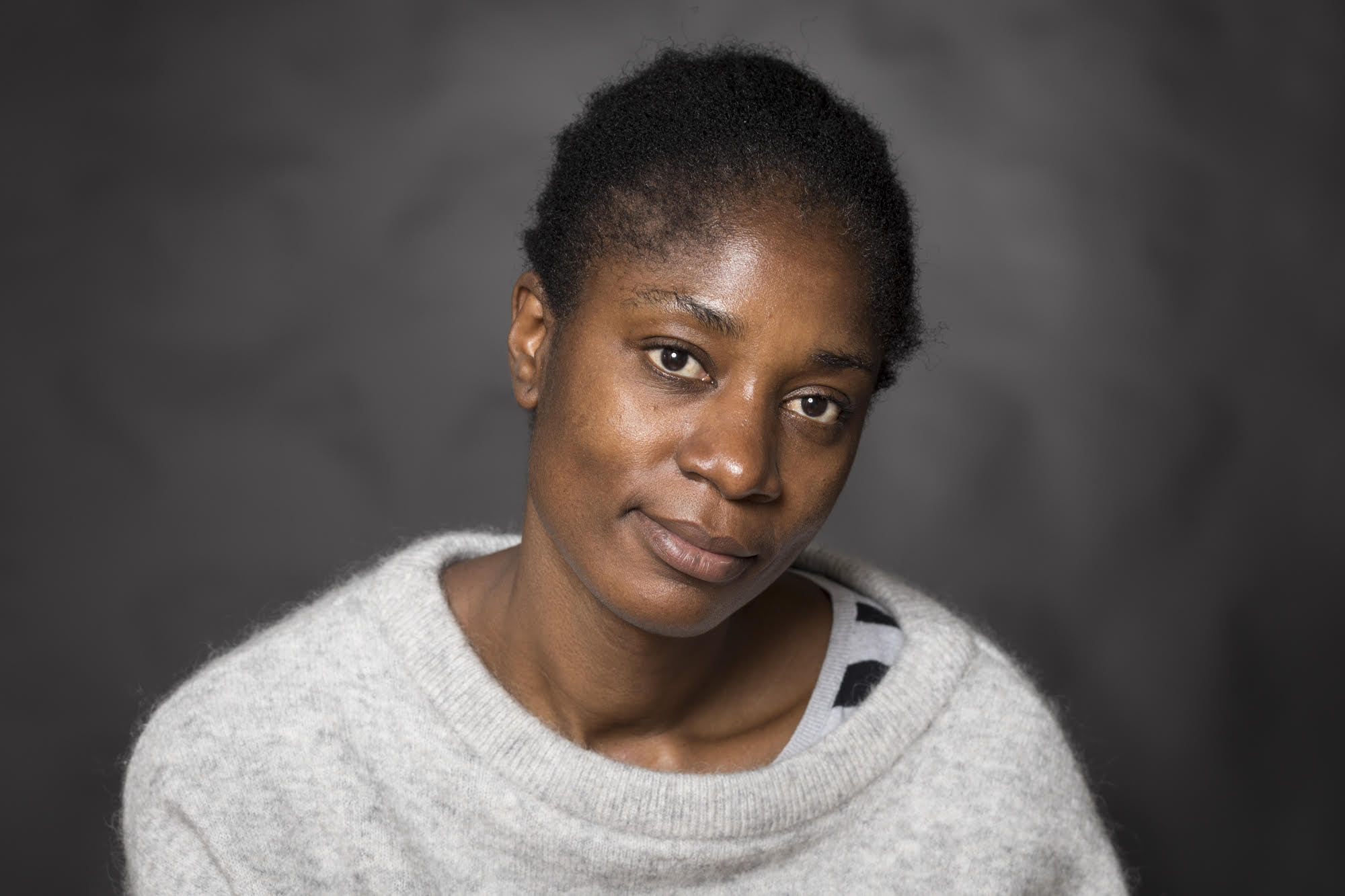

روزین امباکام (زاده ۱۰ ژانویه ۱۹۸۰) کارگردان فیلم کامرونی ساکن بلژیک است. روزین در کامرون در خانواده ای سنتی از قومیت بامالک به دنیا آمد، او دوران کودکی خود را در یائونده، پایتخت کامرون گذراند.
در سال ۲۰۰۱ پس از آموزش در زمینه رسانه‌های سمعی و بصری در کامرون بین سال‌های ۲۰۰۱ تا ۲۰۰۴ در شرکت ایتالیایی در یائونده شروع به کار کرد. در سالهای ۲۰۰۴ تا ۲۰۰۷ او در کانال تلویزیونی خصوصی کامرون "STV" به عنوان گزارشگر عکس و مدیر برنامه مشغول به کار شد.
در سال ۲۰۰۷، او به بلژیک رفت و در مدرسه فیلم و هنرهای دراماتیک انساس در بروکسل ثبت نام کرد تا تحصیلات خود را در زمینه تولید فیلم ادامه دهد و در سال ۲۰۱۲ فارغ‌التحصیل شد.